# Lee Jae-jin
Lee Jae-jin (n. 26 ianuarie 1983, Miryang⁠(d), Coreea de Sud) este un jucător de badminton ce a reprezentat Coreea de Sud, medaliat olimpic. A participat la o ediție a Jocurilor Olimpice (2008) în care a câștigat o medalie de bronz.